# Variété topologique
En topologie, une variété topologique est un espace topologique, éventuellement séparé, assimilable localement à un espace euclidien. Les variétés topologiques constituent une classe importante des espaces topologiques, avec des applications à tous les domaines des mathématiques.
Le terme variété peut désigner une variété topologique, ou, le plus souvent, une variété topologique munie d'une autre structure. Par exemple, une variété différentielle est une variété topologique munie d'une structure permettant le calcul différentiel. Tous les types de variétés sont construites sur des variétés topologiques. Cet article se restreint aux aspects topologiques des variétés. Pour un exposé plus général, voir l'article « Variété (géométrie) ».

## Définition
Soit V un espace topologique séparé à base dénombrable. On dit que V est une variété topologique de dimension n si tout point de V possède un voisinage homéomorphe à (un ouvert de) ℝn, ou encore : si V est recouvert par des ouverts homéomorphes à ℝn.

## Intérêt de la clause de séparation
L'utilisation des variétés comme espaces de configuration pour la physique rend la clause de séparation naturelle : il est possible de discerner deux états distincts du système, même si on applique une petite perturbation à chacun.

Un exemple d'espace localement homéomorphe à la droite réelle, mais qui ne vérifie pas la condition de séparation de Hausdorff, est donné en formant une « droite réelle avec un point double ». Pour cela, on identifie deux droites réelles, sauf en un point : les ensembles ℝ × {a} et ℝ × {b} sont soumis à la relation d'identification
Dans l'espace quotient, tout voisinage de 0a intersecte tout voisinage de 0b.

## Propriétés topologiques
Une variété topologique (séparée) est toujours :
- localement contractile (donc localement connexe par arcs, localement simplement connexe, etc.) ;
- localement compacte (donc complètement régulière) et
- localement métrisable (donc à bases dénombrables de voisinages).

Par conséquent :
- elle est métrisable si et seulement si elle est paracompacte ;
- elle est σ-compacte si et seulement si elle est de Lindelöf, et elle est alors même paracompacte (puisqu'elle est aussi régulière) donc métrisable, donc à base dénombrable (comme tout espace de Lindelöf métrisable) ;
- pour une variété connexe, toutes ces propriétés sont équivalentes entre elles[1] (et équivalentes à beaucoup d'autres[2]).

## Invariance de la dimension
D'après le théorème de l'invariance du domaine, l'entier naturel n tel que V est localement homéomorphe à un ouvert de ℝn est unique.
Certains auteurs généralisent la définition de variété topologique en permettant que la dimension puisse varier d'un point à l'autre, et alors une variété topologique telle que définie plus haut est dite pure. Si la variété topologique est connexe, alors elle est nécessairement pure.